# Eulepidina
Eulepidina es un género de foraminífero bentónico de la subfamilia Lepidocyclininae, de la familia Lepidocyclinidae, de la superfamilia Asterigerinoidea, del suborden Rotaliina y del orden Rotaliida. Su especie tipo es Orbitoides dilatata. Su rango cronoestratigráfico abarca desde el Rupeliense (Oligoceno medio) hasta el Aquitaniense (Mioceno inferior).

## Clasificación
Se han descrito numerosas especies de Eulepidina. Entre las especies más interesantes o más conocidas destacan:
- Eulepidina dilatata †

Un listado completo de las especies descritas en el género Eulepidina puede verse en el siguiente anexo.